# Кубок Сан-Марино з футболу 2023—2024
Кубок Сан-Марино з футболу 2023–2024 — 64-й розіграш кубкового футбольного турніру в Сан-Марино. Титул захищав Віртус. Титул всьоме здобула Ла Фіоріта.

## Календар
| Раунд        | Дата                        | Матчі | Клуби  |
| ------------ | --------------------------- | ----- | ------ |
| Перший раунд | 27 вересня – 26 жовтня 2023 | 14    | 15 → 8 |
| 1/4 фіналу   | 8 листопада – 6 грудня 2023 | 8     | 8 → 4  |
| 1/2 фіналу   | 6 березня – 3 квітня 2024   | 4     | 4 → 2  |
| Фінал        | 25 травня 2024              | 1     | 2 → 1  |

## Перший раунд
Раунд пропускає Віртус як чинний переможець турніру.
| Команда 1                   | Заг.         | Команда 2    | 1-й матч | 2-й матч |
| --------------------------- | ------------ | ------------ | -------- | -------- |
| 27 вересня – 25 жовтня 2023 |              |              |          |          |
| Ла Фіоріта                  | 2:0          | Кайлунго     | 1:0      | 1:0      |
| Фйорентіно                  | 6:2          | Сан-Джованні | 4:1      | 2:1      |
| Ювенес-Догана               | 1:6          | Лібертас     | 1:1      | 0:5      |
| 27 вересня – 26 жовтня 2023 |              |              |          |          |
| Фаетано                     | 2:2 пен. 2:4 | Тре Фйорі    | 2:2      | 0:0      |
| Космос                      | 2:3          | Тре Пенне    | 1:1      | 1:2 дч   |
| 28 вересня – 25 жовтня 2023 |              |              |          |          |
| Мурата                      | 0:2          | Доманьяно    | 0:0      | 0:2      |
| Фольгоре Фальчано           | 5:2          | Пеннаросса   | 1:0      | 4:2      |

## 1/4 фіналу
| Команда 1                   | Заг. | Команда 2  | 1-й матч | 2-й матч |
| --------------------------- | ---- | ---------- | -------- | -------- |
| 8 листопада – 6 грудня 2023 |      |            |          |          |
| Ла Фіоріта                  | 6:2  | Фйорентіно | 2:1      | 4:1      |
| Лібертас                    | 2:8  | Тре Пенне  | 1:3      | 1:5      |
| Віртус                      | 4:1  | Доманьяно  | 2:1      | 2:0      |
| Фольгоре Фальчано           | 0:1  | Тре Фйорі  | 0:1      | 0:0      |

## 1/2 фіналу
| Команда 1                 | Заг. | Команда 2 | 1-й матч | 2-й матч |
| ------------------------- | ---- | --------- | -------- | -------- |
| 6 березня – 3 квітня 2024 |      |           |          |          |
| Ла Фіоріта                | 7:2  | Тре Пенне | 4:1      | 3:1      |
| Віртус                    | 5:1  | Тре Фйорі | 3:1      | 2:0      |

## Фінал
| 25 травня 2024 21:45 (EEST) |

| Віртус | 0:0 | Ла Фіоріта |
| ------ | --- | ---------- |
|        |     |            |

| Олімпійський стадіон, Серравалле Арбітр: Вільям Вілла |

|                                    |     | Пенальті                                           |  |
| Ломбарді · Барон · Піріні · Сабато | 2:4 | Вітайолі · Фатіка · Дзампано · Амброзіні · Ольчезе |  |